# Psychotria dura
Psychotria dura är en måreväxtart som beskrevs av August Heinrich Rudolf Grisebach. Psychotria dura ingår i släktet Psychotria och familjen måreväxter. Inga underarter finns listade i Catalogue of Life.